# Ryhor Wasilewicz
Ryhor Alaksiejewicz Wasilewicz (biał. Рыгор Аляксеевіч Васілевіч, ros. Григорий Алексеевич Василевич, Grigorij Aleksiejewicz Wasilewicz; ur. 13 lutego 1955 w Mińsku) – białoruski prawnik, prezes Sądu Konstytucyjnego Republiki Białorusi; doktor nauk prawnych (odpowiednik polskiego stopnia doktora habilitowanego); zwolennik prezydenta Alaksandra Łukaszenki.

## Życiorys
Urodził się 13 lutego 1995 roku w Mińsku w Białoruskiej SRR, ZSRR. W 1980 roku ukończył Białoruski Uniwersytet Państwowy, a od 1983 roku pracował na nim jako wykładowca. W 1984 roku uzyskał stopień kandydata nauk (odpowiednik polskiego stopnia doktora). Od 1986 roku pracował w sekretariacie Rady Najwyższej Białoruskiej SRR. W 1994 roku uzyskał stopień doktora nauk prawnych (odpowiednik polskiego stopnia doktora habilitowanego). W tym samym roku był członkiem Sądu Konstytucyjnego Republiki Białorusi. W czasie prac pierwszego składu Sądu w latach 1994–1996 wielokrotnie wykazywał rozbieżność poglądów z jego prezesem, Waleryjem Cichinią. Aktywnie wspierał prezydenta Alaksandra Łukaszenkę. Brał udział w opracowaniu projektu nowej konstytucji Białorusi, który został poddany pod referendum w listopadzie 1996 roku. W 1997 roku został prezesem Sądu Konstytucyjnego Republiki Białorusi. Zasiada w redakcji czasopisma naukowego „Preliminary Investigation”.

## Odznaczenia
- Zasłużony Prawnik Białorusi (1994)[1]

## Udział w łamaniu praw człowieka
2 lutego 2011 roku znalazł się na liście pracowników organów administracji Białorusi, którzy za udział w domniemanych fałszerstwach i łamaniu praw człowieka w czasie wyborów prezydenckich w 2010 roku otrzymali zakaz wjazdu na terytorium Unii Europejskiej. Jak prokurator generalny Wasilewicz nadzorował postępowanie w sprawie wszystkich osób zatrzymanych po stłumieniu pokojowych demonstracji w dniu 19 grudnia 2010 r..

## Prace
- Otwietstwiennost′ storon za priczinienije uszczerba. Mińsk: 1989. (ros.). Brak numerów stron w książce
- Parłamient Riespubliki Biełaruś. Konstitucyonno-prawowoj aspiekt. Mińsk: 1995. (ros.). Brak numerów stron w książce
- (z Taisiją Dounar i Iosifem Jucho): Historyja kanstytucyjnaha prawa Biełarusi. Mińsk: 2001. (biał.). Brak numerów stron w książce